# サンナ・マリン
サンナ・ミレッラ・マリン（マリーン、芬: Sanna Mirella Marin [ˈsɑnːɑ ˈmɑriːn]、1985年11月16日 - ）は、フィンランドの政治家。第46代フィンランド首相。フィンランド社会民主党（SDP）党首。
SDPのメンバーの1人として、2015年からエドゥスクンタ（フィンランド議会）に参加しており、2019年6月から2019年10月までは運輸通信大臣を務めた。
2019年12月8日、SDPは辞任を表明したアンティ・リンネの後任の党首としてマリンを選出した。議会で選出され、マリンは34歳で世界で最も若い在職中の国家指導者となり、フィンランドで史上最年少の首相となった。また、フィンランドでアンネリ・ヤーテンマキとマリ・キビニエミに続く3人目の女性首相となった。

## 経歴
マリンは首都ヘルシンキで生まれ、タンペレに引っ越すまではエスポーとピルッカラで育った。両親はマリンがまだ幼い頃に、父親のアルコール依存症が原因で離婚。父は経済的な問題に直面したことが原因で酒を帯びるようになっていたという。両親の離婚後、マリンは母親とその同性パートナーに育てられた。経済的に困窮していたため、学生時代はアルバイトでスーパーマーケットのレジ係などを行って生計を立てていた。彼女が首相に就任した2019年12月、フィンランド湾を挟んだエストニアのヘルメ内務大臣（en:Mart Helme)は「レジ係が首相になった」と発言して批判を受けた。
2004年にピルッカラ高校を19歳で卒業した。2007年にタンペレ大学へ入学し、2017年に行政科学（Administrative Sciences。行政に関する科学。）の修士号を取得して卒業。

### 政治家として
2006年、21歳の時に社会民主党の青年組織に加入。2012年地方選挙で、マリンは27歳でタンペレ市議会の議員に選ばれた。2013年から2017年までは市議会の議長を務めた。2017年地方選挙では、市議会議員に再び選ばれた。マリンはタンペレ県の評議会の議員のメンバーも務めている。
2014年、社会民主党の副議長に就任。30歳時の2015年議会選挙ではピルカンマー選挙区より当選を果たし、2019年議会選挙で再選された。
2019年6月6日、運輸通信大臣に就任。同年12月3日、アンティ・リンネ首相がサウリ・ニーニスト大統領に辞表を提出。12月8日、社会民主党の党内の投票が実施され、ライバルのアンティ・リンドマンを僅差で破り、リンネの後任の党首に選ばれた。10日、首相に就任。
マリンは、5つの党の連合からなる政府を率いている。この党連合では、内閣の18人の大臣のうち12人が女性である。マリンは「自分の年齢や性別についてなど考えたこともない」と、性別にとらわれない閣僚起用を進めた。
リンネは郵便ストライキへの対処方法について広い批判を受けていたが、2020年8月の大会までは党首に留まった。その後、マリンが正式に党首に就任した。
2022年2月24日にロシア連邦がウクライナへの全面侵攻を開始すると、ソビエト連邦／ロシアと西側諸国の間で武装中立政策（ノルディックバランス）をとってきたフィンランドとスウェーデンで、北大西洋条約機構（NATO）加盟を支持する世論が急速に高まった。同年3月5日、マリンとスウェーデンのマグダレナ・アンデション首相はヘルシンキで共同記者会見を開き、それぞれ見解を述べた。5月10日、日本を訪問。翌11日に岸田文雄首相と会談し、NATOへの加盟に関し「おそらく申請するだろう」と伝えた。5月18日、フィンランドとスウェーデンはNATOへの加盟を正式に申請した。2023年3月30日にはNATOの全加盟国がフィンランドの加盟を承認し、サウリ・ニーニスト大統領とともに外交政策の歴史的転換を成し遂げた。2022年5月26日にはウクライナの首都キーウを訪問し、ウクライナの大統領ウォロディミル・ゼレンスキーと会談。ロシアの信用失墜は何世代にも及ぶと語った。また、キーウ近郊のブチャとイルピンを視察した。
2023年4月2日執行の議会選挙では苦戦を強いられ、社会民主党が第2党から第3党に後退するなど中道左派が敗れ政権交代が確実となった。5日に社会民主党党首からの辞任を表明し、翌6日にはニーニスト大統領に内閣総辞職を届け出た。
- 2019年12月10日に成立したマリン内閣の閣僚たち（右から2番目がマリン）
- 欧州委員会のユッタ・ウルピライネン欧州協力開発担当委員と（2020年2月6日）
- ウルズラ・フォン・デア・ライエン欧州委員会委員長と（2021年10月4日）
- エストニアのカヤ・カッラス首相と（2022年3月7日）
- ドイツのオラフ・ショルツ連邦首相と（2022年3月16日）
- スウェーデンのマグダレナ・アンデション首相と（2022年4月13日）
- ウクライナのゼレンスキー大統領と（2022年5月26日）[35]

## 不祥事

### 公費の私的利用
2021年5月25日、マリンとその家族が公費で毎月約300ユーロ（約4万円）の朝食費用を支払っていたことが、Iltalehtiによって報じられた。その後、2020年1月から2021年5月までの間にかかった費用は14,000ユーロ（約180万円）、朝食は月平均270ユーロ（約3万円）、その他の食事（前菜、主菜、サラダ、おやつ）は月平均575ユーロ（約7万円）だと判明した。家族の朝食などの食事に月850ユーロ（約11万円）を使用していた。マリンの公費による食事代は、首相官邸が個人情報保護のためと説明し、秘匿されていた。住宅手当には食料品の支給が明示されていないため、その取り決めの合法性が疑問視された。マリンは、公費で食事代を支払うことの違法性を知らなかったと主張し、この問題に関する責任は関係者にあるとして自身の責任を否定していた
。首相官邸にはこの問題の詳細を提示するために2ヶ月の猶予を与えられたが、報告書は遅れて提出された。

### パーティー参加問題
2021年12月初旬、マリンはヘルシンキのナイトクラブで、COVID-19の陽性反応を示したフィンランドの外務大臣であるペッカ・ハーヴィストと濃厚接触した数時間後にパーティーを開いた。マリンの携帯電話には、隔離を促すメールが2通送られてきたが、マリンは携帯電話を持っていなかったため、そのメッセージを見逃してしまった。政府の規定では、首相は常に政府携帯を所持し、連絡が取れる状態でなければならない。マリンは後日、Facebookに「土曜日の夜、もっと適切な判断を下すべきでした」と投稿した。その後、マリンの行動に関する2つの苦情が法務大臣に提出された。この問題により、マリンは「パリピ」と広く批判され、多くの人が首相の辞任を求めた。連立政権のパートナーであるフィンランド中央党の有力者は、マリンが説明を変えて彼らに嘘をついたと述べた。

### ダンス騒動
2022年8月にマリンが友人たちと一緒に踊ったり歌ったりしている動画がSNSで拡散された。特にマリンが激しく踊っていたことから野党からは薬物使用を疑われ検査を受けるよう要求されたが、マリンは飲酒して騒いでいただけで薬物の使用を否定し、また他人が薬物を使うのを承知していたこともないとした。その後の薬物検査では陰性であったと発表されている。国内の野党から首相としてふわさしくないと批判された一方で、パーティーで踊ること自体に問題はないと擁護する声も世界各地から上がった。

### 客同士のトップレス騒動
2022年7月のルイスロック音楽フェスティバルの開催後に首相公邸でパーティが開催され、参加したインフルエンサーの女性二人がトップレスで撮影した写真が同年8月23日にSNSで拡散された。マリンはこのような写真は撮影されるべきではなかったと謝罪し、これ以上のことは起こらなかったと述べた。

## 私生活
マリンは同性の両親（2人の女性）の子供で、レインボー・ファミリーの出身である。2018年1月には長年のパートナーでサッカー選手のマルクス・ライッコネンとの間に娘のエマを出産し、2020年8月には首相公邸ケサランタで結婚式を挙げた。2023年5月10日、マルクスと離婚することを発表。